# Bembidion osculans
Bembidion osculans är en skalbaggsart som beskrevs av Thomas Casey. Bembidion osculans ingår i släktet Bembidion och familjen jordlöpare. Inga underarter finns listade i Catalogue of Life.

## Bildgalleri

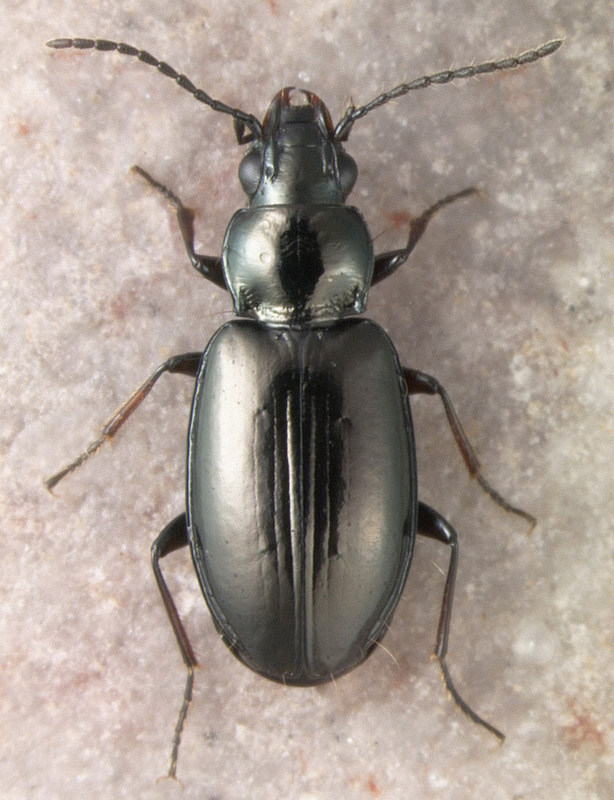